# Nikołaj Siergiejew (aktor)
Nikołaj Wasiljewicz Siergiejew, ros. Николай Васильевич Сергеев (ur. 4 grudnia 1894 w Ozierkach, zm. 8 stycznia 1988 w Moskwie) – radziecki i rosyjski aktor filmowy i telewizyjny.
Laureat zbiorowej nagrody dla najlepszego aktora na 8. MFF w Cannes za rolę w filmie Wielka rodzina (1954) w reżyserii Iosifa Chejfica. W swojej karierze wystąpił w ponad 50 filmach i serialach telewizyjnych, m.in. Słońce świeci dla wszystkich (1959) Konstantina Wojnowa, Dziewięć dni jednego roku (1962) Michaiła Romma, Żywi i martwi (1964) Aleksandra Stołpiera czy Andriej Rublow (1966) Andrieja Tarkowskiego. Pochowany na Cmentarzu Wagańkowskim w Moskwie.